# Pierre-Laurent Brenot
Pierre-Laurent Brenot né le 8 juillet 1913 à Paris et mort le 8 mai 1998 à Loches est un styliste, affichiste et peintre français.
Il est surnommé le « père de la pin-up française ».

## Biographie
Le 8 juillet 1913, Raymond Pierre-Laurent Brenot naît au 44, rue de Vanves à Paris.
En 1928, il entre à l'École Estienne (école du livre) à Paris, dont il suit les cours pendant trois ans.
En 1932, il poursuit sa formation de dessinateur avec Fernand Hertenberger. 
Pendant les années qu'il consacre à la mode — de 1936 à 1950 — il est engagé par monsieur Chatard, grand tailleur pour hommes et femmes, dans le cadre de son magasin Fashionable du 16, boulevard Montmartre. Il crée alors une ligne de costumes pour hommes. Sur sa lancée, il réalise de nombreux dessins de mode pour d'autres grands couturiers (Christian Dior, Jacques Fath, Cristóbal Balenciaga, Nina Ricci, Jeanne Lafaurie…), pour les maisons Lanvin et Rochas, ou pour des modistes (Maude et Mano, Legroux, Paulette).
Il commence par ailleurs à réaliser de nombreux portraits.
À partir de 1944, il entame une carrière d'affichiste et d'illustrateur. Toutefois, avec l’essor de la photographie dans les années 1960, cette activité se réduit. Pierre-Laurent Brenot se réoriente alors vers sa vocation initiale d'artiste peintre. Il aura pendant un temps le peintre André Delpuch comme élève.
Le 8 mai 1998, Pierre-Laurent Brenot meurt dans sa propriété de Loches.

## Carrière d'affichiste
Cette période importante se concrétise autour de différents thèmes.

### Affiches de spectacles
À partir de 1944, il réalise de nombreuses affiches publicitaires pour des spectacles de cabaret et de revue, comme pour Le Lido, la Comédie Caumartin, Bobino, le Paradis Latin, le Moulin-Rouge et ParisLine pour Line Renaud.

### Affiches de films
À partir de la fin des années 1940, il est sollicité pour dessiner des affiches de films, dont :
- 1946 : Fille du diable de Henri Decoin
- 1954 : La Pensionnaired'Alberto Lattuada
- 1955 : Frou-frou d'Augusto Genina
- 1956 : La mariée est trop belle de Pierre Gaspard-Huit
- 1957 :
  - L'amour est en jeu de Marc Allégret
  - Les Lavandières du Portugal de Pierre Gaspard-Huit
  - Casino de Paris d'André Hunebelle
- 1958 :
  - Ces dames préfèrent le mambo de Bernard Borderie
  - Vive les vacances de Jean-Marc Thibault
  - Venise, la Lune et toi de Dino Risi
  - Julie la Rousse de Claude Boissol
  - Les Misérables de Jean-Paul Le Chanois
  - L'École des cocottes de Jacqueline Audry
  - La Fille de Hambourg d'Yves Allégret
- 1959 :
  - La Femme et le Pantin de Julien Duvivier
  - Marie des Isles de Georges Combret
  - La fièvre monte à El Pao de Luis Buñuel
  - Le Déjeuner sur l'herbe de Jean Renoir
- 1960 :
- Ravissante de Robert Lamoureux
  - La Novice d'Alberto Lattuada
  - La Rabouilleuse de Louis Daquin
  - La Grande Vie de Julien Duvivier
  - Les Bonnes Femmes de Claude Chabrol
  - Les Années folles de Miréa Alexandresco
- 1961 : Napoléon II, l'aiglon de Claude Boissol
- 1962 :
  - La Beauté d'Hippolyte de Giancarlo Zagni
  - Sodome et Gomorrhe de Robert Aldrich
- 1968 : Caroline chérie de Denys de La Patellière

## Carrière d'illustrateur

### Illustrations publicitaires
Les années 1950 voient également apparaître ses premières affiches publicitaires pour des marques connues, notamment pour le chocolat Poulain, la lingerie Chantelle, la lingerie Lou, le parfum Soir de Paris de Bourjois, Lustucru ou Vittel.

### Illustrations de Mode
Il est par ailleurs sollicité par plusieurs revues de mode, telles que Bonne Soirée, Formes et Couleurs, France-Élite, Images de France, Modes et Travaux, Plaire, Prestige de Paris, La Vie Heureuse, Vogue ou Votre Beauté.

### Illustration d'ouvrages
- La vie voluptueuse de Don Juan de Marcel Castillan, Éditions de La Pensée Moderne, Paris, 1954; traduction en néerlandais par K. Michiels, éditions Libra, Anvers, 1955

### La naissance des pin-ups
Cette période consacre également sa paternité sur le dessin de la pin-up à la française au sein de différentes publications comme Paris-Flirt, Paris-Hollywood, Le Rire, Stars et Vedettes ou La Vie Parisienne.

## Carrière d'artiste peintre
Pierre-Laurent Brenot a toujours réservé une partie significative de son temps à la peinture. Il s'y consacre pleinement à partir des années 1960.
Il a notamment peint le portrait de nombreux artistes : 
- Arletty
- Brigitte Bardot
- Jean-Louis Barrault
- Julien Bertheau
- Pierre Bertin
- Jean-Claude Brialy
- Coccinelle
- Denise Clair
- Maurice Escande
- Françoise Fabian
- Renée Faure
- Serge Lifar
- Pascale Petit
- Line Renaud
- Madeleine Renaud
- José de Trévi
- Boris Vian
- Jean Weber

Répondant à la demande de son public, son thème majeur a été la séduction féminine, sans pour autant systématiser l'érotisme et le nu.
Néanmoins, sa prédilection allait plus vers des sujets surréalistes qui se traduisent notamment par les toiles suivantes : 
- Décapité[3] ;
- Rosemary's baby (hommage à Roman Polanski)[3] ;
- Mistigri[3] ;
- Griffes[3] ;
- Le Cyclope[3] ;
- Comme il vous plaira[3] ;
- Les Biches[4] ;

« D'un seul coup d'œil, il embrasse l'essentiel : le physique, le charme, et nous restitue une forme rêvée. » (Jacques Lanzmann)

## Salons
- Salon des artistes indépendants normands, Rouen, 1982, invité d'honneur[5].

## Élèves notables
- André Delpuch